# محمد بن مقرن بن سند
محمد بن مقرن بن سند بن علي بن عبد الله بن فطاي بن سابق بن حسن الودعاني الدوسري قاضي، ومن أعلام الحنابلة في القرن الثالث عشر الهجري. ذكره عبد الرحمن العاصمي في كتابه الدرر السنية في الأجوبة النجدية، وعبد الرحمن آل الشيخ في كتابه مشاهير علماء نجد وغيرهم،  وبكر بن عبد الله أبو زيد في كتابه علماء الحنابلة من الإمام أحمد إلى تمام القرن الرابع عشر،  وعبد الله البسام في كتابه علماء نجد خلال ثمانية قرون، وله ترجمة حافلة في كتاب عنوان المجد في تاريخ نجد لعثمان بن بشر.

## نسبه
قال المؤرخ عثمان بن بشر في كتابه عنوان المجد في تاريخ نجد في معرض حديثه عن محمد بن مقرن بن سند بن علي بن عبد الله بن فطاي الودعاني الدوسري: «وكان من بيت حسب ونسب، يجتمع نسبه مع عشيرته أهل الصفرة في فطاي بن سابق، وهم يجتمعون مع أهل بلد الشماسية المعروفة في القصيم في سابق بن حسن، ثم هم يجتمعون مع الحمدات أهل بلد العودة المعروفة في سدير الذين يقال آل شماس مع أهل الشماس المعروف عند بلد بريدة في القصيم في جد واحد، ويجتمع الجميع مع قبيلة الوداعين في غانم بن ناصر بن ودعان بن سالم بن زايد، وهو الذي تنسب إليه قبائل آل زايد الدواسر».
وكان جدة يشار اليه في الصفرة، ملك فيها عقارات كثيرة أكثرها من غرسة، وأبنائه هم مقرن، زومان، سلطان وعلي.

## سيرته
تربى محمد بن مقرن في كنف والده، وقرأ القران وحفظه تجويداً ثم حفظه عن ظهر قلب.
فلما شبّ انتقل هو وأبناء عمه إلى القرينة فأنشأها وذلك عام 1222 هـ وفيها نشأ، واللتي تقع شمال غرب مدينة الرياض، ذكر ابن بشر في كتابة «فلما كان على رأس المئتين بعد الالف هجرية ظهر أولاد سند المذكورين في قرية دقلة المعروفة، فغرسوها واحكموا بنائها، وكان ماؤها يفور في سنين الجدب فلما نشأ الشيخ وكبر وكان له فطنة ومعرفة منذ صغره أشار على بني عمه بغرس قرية القرينة المعروفة عن بلد حريملاء فظهر فيها هو وعمة سلطان وبنوه وبنو أعمامه علي وزومان واخوتة زامل وعبد العزيز وحمد وذلك في سنة اثنين وعشرين ومائتين والألف، فغرسوها وأحكموا سورها ونزلها الشيخ ونزلوها معه».
ثم رحل إلى الدرعية والوشم وغيرها، لطلب العلم فقرأ على علماء نجد.

### شيوخه
وكان من أشهرهم:
- عبد العزيز الحصين قاضي الوشم
- سليمان بن عبد الله آل الشيخ
- عبد العزيز بن حمد بن معمر
- عبد العزيز بن حمد بن إبراهيم
- عبد الله بن محمد بن عبد الوهاب
- حسين بن محمد بن عبد الوهاب

وغيرهم من علماء الدرعية والوشم وغيرهما.
وفي عهد الإمام سعود بن عبد العزيز بعد اتساع وتمدد الدولة، قام الإمام سعود بأرسال الشيخ محمد بن مقرن إلى عُمان إلى البريمي التي تعتبر القاعدة الرئيسية للدولة في تلك المنطقة، لتعليم الناس أمور دينهم.

## ولايته للقضاء
استعمله الإمام سعود الكبير بن عبد العزيز بن محمد آل سعود قاضيًا في بلدان إقليم المحمل والشعيب، فصار تارة يأتيه الخصوم في قريتة وتارة يأتونه إلى حريملاء، 
وكذلك ارسله قاضياً إلى عُمان ونفع الله به وأصلحهم الله على يدية بعد خلاف نشب بسنهم. ثم أرسله قاضياً إلى عسير عند عبد الوهاب أبونقطة، وارسله أيضاً إلى غير ذلك.
ثم في ولاية الإمام تركي أرسل إليه وأقامه عنده قربة وجعله من مرافقيه ومستشاريه الخاصين، ثم جعله قاضيًا في ناحية المحمل وحريملاء في عام 1240 هـ.
، ثم لما ولي عبد الله بن ثنيان إمارة نجد أقام عنده، وصار أحد مستشارية وخاصته. لما استتدب الأمر للإمام فيصل، وذهب الشقاق الذي حدث بين أمراء نجد، أكرمه وأرسله قاضيًا على الأحساء في وقت الموسم، فمرض بحمى ولم يزل محمومًا حتى توفي.

## تلاميذه
كان له مجلس في حريملاء لتعليم الناس، ويجلس عنده حلقة أول في النهار وأخرى وسط النهار وانتفع به عدد كثير من طلاب العلم وأخذ عنه العلم جماعة من أهل نواحي نجد وأهل المحمل أشهرهم:
1. عبد الرحمن بن عدوان، من قضاة الإمام فيصل في الرياض، وقد قرأ على الشيخ محمد بن مقرن ولازمه وأخذ عنه التوحيد والتفسير والحديث والفقه والفرائض وعلوم العربية[12]، وكان ينوب عن الشيخ محمد بن مقرن في حال غيابة.[12]
2. عبد الرحمن بن عزاز، قاضي الإمام فيصل على الغزو الذي بعثة إلى عُمان.
3. عبد العزيز بن حسن بن يحيى، وقد لازم الشيخ محمد بن مقرن وانتفع بعلمه وقرأ عنده كثيراً من كتب المذهب، وخلفه على قضاء المحمل والتدريس والوعظ فيه.
4. حمد بن عبد العزيز العوسجي، وقد قرأ على الشيخ محمد بن مقرن ولازمة في فترة من الفترات، وقد ولي القضاء على سدير في عهد الامام فيصل وابنه ثم ولي القضاء على الوشم، ثم خلف الشيخ عبد العزيز بن حسن بعد وفاته على القضاء في بلدان الشعيب والمحمل.[13]

وغيرهم ممن لم يتولوا القضاء، 
وله أجوبة في العقيدة والفقة.

## غزواته

### في عهد سعود بن عبد العزيز
شهد الشيخ محمد بن مقرن وكان مع الجيش الذي ذهب لإخضاع حمود بن محمد الخيراتي الملقب بأبي مسمار في المخلاف السليماني وذلك في عام 1224هـ

### عهد تركي بن عبد الله
شهد الشيخ محمد بن مقرن حروب بلدان سدير وحصار المجمعة وذلك في عام 1239هـ، قال ابن بشر «استنفر الامام تركي أهل بلدان المحمل فنفروا معة وركب معهم الشيخ العالم التقي القاضي محمد بن مقرن»

### عهد عبد الله بن ثنيان
لما أراد عبد الله بن ثنيان بأجلاء الأتراك عن نجد قرب محمد بن مقرن، وجعلة مستشاراً فحظي عنده، وصار لايسلك جهة إلا وهو معة، ولا يقطع أمراً دونه.

### عهد الإمام فيصل بن تركي
شهد محمد بن مقرن مع فيصل في غزوه لبلاد الأفلاج عام 1261 هـ

## الشعر
ذكر محمد القاضي في مجمل حديثة عن الشيخ محمد بن مقرن وقال «وكان نسابة وشاعراً بارعاً وكان في مطلع عمره يميل إلى الشعر النبطي» ، فإنه لما عزم على التوجة إلى عسير ليتولى منصب القضاء فيها انشد قول الشاعر:
وكان على لسانه دائماً بعض الحكم فكان مما يردده قول الشاعر:

## مخطوطات
يوجد في مكتبة الملك عبد العزيز العامة مخطوطتين نسخت بيد الشيخ محمد بن مقرن:
- نصرة الثائر على المثل السائر، تأليف صلاح الدين الصفدي [18]
- فصوص الفصول وعقود العقول، تأليف ابن سناء الملك [19]

## وفاته
عاد الشيخ محمد بن مقرن من قضاء موسم القطيف محموماً، فلم يزل به المرض حتى توفي في مطلع عام 1267 هـ.
قال ابن بشر في عنوان المجد في حوادث عام 1267 هـ 

وذكر الشيخ محمد القاضي في كتابة

## أبنائه
توفي وقد خلف أربعة أبناء وهم:
1. عبد المحسن، وقد تناسلوا وكثروا وهم آل عبد المحسن من عائلة آل مقرن أهل القرينة
2. عبد العزيز
3. عبد الله
4. عبد الرحمن